# Andrew Lawrenceson Smith
Pour les articles homonymes, voir Andrew Smith et Smith.
Andrew Lawrenceson Smith, également connu sous le nom de Anders Lauritzen Smith est un artisan, bûcheron et peintre écossais. Il est né à Braco en 1620 et mort à Stavanger en 1692.

## Biographie
Il est l'un des artistes les plus remarquables de la renaissance de Stavanger, il est connu pour ses travaux sur la cathédrale de Stavanger. Quand il part en Norvège, il s'installe d'abord à Bergen mais part ensuite dans une ferme à Sola près de Stavanger.
Dans les années 1650, il est nommé pour construire une nouvelle chaire de la cathédrale de Stavanger. La chaire est achevée en 1658 et est considérée comme l'une des œuvres d'art de la période baroque les plus importantes de Norvège.
Il crée également un nombre important d'œuvres d'art chrétien et d'églises dans la région de Stavanger